# 341

341(삼백사십일)은 340보다 크고 342보다 작은 자연수다.

## 수학
- 합성수로, 그 약수는 1, 11, 31, 341이다. 진약수의 합은 43이므로, 341은 부족수다.
  - 110번째 반소수다. 앞의 반소수는 339, 다음 반소수는 346이다.
- 11번째 팔각수다. 앞의 팔각수는 280, 다음 팔각수는 408이다.
- {\displaystyle 341=37+41+43+47+53+59+61}
  - 연속하는 소수(素數) 7개의 합으로 나타낼 수 있는 수다. 이 성질을 지닌 앞의 수는 311, 다음 수는 371이다.
- 341은 세 자연수의 제곱합으로 나타내는 방법이 7가지인 가장 작은 수다.

{\displaystyle 341=1^{2}+4^{2}+18^{2}=1^{2}+12^{2}+14^{2}}
{\displaystyle =2^{2}+9^{2}+16^{2}=4^{2}+6^{2}+17^{2}=4^{2}+10^{2}+15^{2}}
{\displaystyle =6^{2}+7^{2}+16^{2}=8^{2}+9^{2}+14^{2}}
- 공차가 7인 세 자연수인 2, 9, 16의 제곱합으로 나타낼 수 있으며, 이 성질을 지닌 앞의 수는 290, 다음 수는 398이다.

- {\displaystyle 341=5^{3}+6^{3}}
  - 연속하는 두 자연수의 세제곱합으로 나타낼 수 있는 수다. 이 성질을 지닌 앞의 수는 189, 다음 수는 559다.
- {\displaystyle 2^{10}-1}은 341로 나누어떨어진다.

## 과학
- NGC 341(영어판): 고래자리 방향에 있는 나선은하.

## 교통

### 철도
- 수도권 전철 3호선 남부터미널역의 역번호.
- 대구 도시철도 3호선 용지역의 역번호.

### 도로
- 국도 제341호선
  - 일본 341번 국도(일본어판): 아키타현 가즈노시에서 유리혼조시까지 이어지는 일본의 국도.
- 기타 도로
  - 341번 지방도: 경기도 여주시 가남읍에서 양평군 단월면까지 이어지는 대한민국의 지방도.
  - 현도 제341호선

## 군사
- U-341(영어판, 독일어판): 제2차 세계 대전에 사용된 나치 독일의 군용 잠수함.

## 문화유산
- 대한민국의 보물 제341호: 청자 상감모란문 표주박모양 주전자 (해제)[a]
- 대한민국의 사적 제341호: 김해 대성동 고분군

## 방송
- U+ TV의 EBS 플러스 2 채널 번호.
- KT HCN의 YTN2 채널 번호.

## 기타
- 연도: 341년, 기원전 341년